# رامناگر
رامناگر (به انگلیسی: Ramnagar) یک منطقهٔ مسکونی در هند است که در بخش غرب چمپاران واقع شده‌است. رامناگر ۲۴۹٬۱۰۲ نفر جمعیت دارد و ۸۵ متر بالاتر از سطح دریا واقع شده‌است.